# Rodzina językowa
Rodzina językowa – w klasyfikacji języków jednostka obejmująca grupę (zespół) języków, co do których zakłada się, że wywodzą się one od wspólnego prajęzyka; tzw. jednostka genetyczna. Wniosek o pochodzeniu języków od wspólnego źródła wysuwa się ze względu na ich regularne podobieństwa (zbieżności na płaszczyźnie gramatyki, leksyki itp.). Przykładowo uważa się, że języki indoeuropejskie, do których należą m.in. języki słowiańskie, romańskie i germańskie, pochodzą od wspólnego języka praindoeuropejskiego.
W przypadku języków słabo poznanych stwierdzenie ich pokrewieństwa nie jest tak jednoznaczne. Podobieństwa, na podstawie których języki te uznano (lub postuluje się ich uznanie) za rodzinę, mogły też w niektórych przypadkach powstać w wyniku wzajemnego oddziaływania tych języków w przeszłości, chociaż nie wykształciły się one z tego samego języka źródłowego. Jako że w zdecydowanej większości przypadków nie dysponujemy dokumentami piśmiennictwa, poświadczającymi rozwój języka od samego wyodrębnienia się go z prajęzyka, spekulacje na ten temat obarczone są błędem.
W przypadku języków z dobrze poznanych rodzin indoeuropejskiej, semickiej, a także kilku innych, pochodzenie od wspólnego prajęzyka jest praktycznie pewne.
W zależności od przyjętej nomenklatury rodziny językowe mogą być dzielone na mniejsze jednostki: podrodziny, grupy czy zespoły językowe obejmujące poszczególne języki, a także łączone w większe jednostki: makrorodziny (nadrodziny). Jest to jednak klasyfikacja względna i niestosowana w sposób jednolity (różni badacze operują różną terminologią) . Języki słowiańskie można na przykład traktować jako podrodzinę języków indoeuropejskich, ale jeśli brać pod uwagę same języki słowiańskie, prawdziwe jest co do nich również określenie „rodzina językowa”. Termin „nadrodzina” bywa niekiedy odnoszony do grupy wielkich rodzin językowych, wykazujących pewne podobieństwa, lecz ze względu na długi czas, jaki upłynął od ich wykształcenia, niemożliwych do jednoznacznego sklasyfikowania jako spokrewnione (w miarę upływu czasu prajęzyk pozostawia coraz mniej śladów w językach pochodnych i wzrasta prawdopodobieństwo przypadkowości ewentualnych zbieżności między nimi).
Języki należące do jednej rodziny to języki pokrewne, mówi się też o językach powiązanych genetycznie lub genealogicznie. Języki niespokrewnione, ale wykazujące podobieństwa ze względu na wpływ kontaktu językowego, zalicza się do tej samej ligi językowej i określa mianem powinowatych.
| Rodzina językowa                              | Liczba języków | Liczba użytkowników (szacunkowo) | Regiony                                       | Przykłady języków                        |
| --------------------------------------------- | -------------- | -------------------------------- | --------------------------------------------- | ---------------------------------------- |
| Indoeuropejska                                | 454            | ~3,3 miliarda                    | Europa, Azja, obie Ameryki, Australia         | angielski, hindi, hiszpański, rosyjski   |
| Sino-tybetańska                               | 458            | ~1,4 miliarda                    | Azja Wschodnia, Azja Południowo-Wschodnia     | mandaryński, tybetański, birmański       |
| Nigero-kongijska                              | 1552           | ~700 milionów                    | Afryka Subsaharyjska                          | suahili, joruba, igbo, zulu              |
| Afroazjatycka                                 | 382            | ~604 milionów                    | Bliski Wschód, Afryka Północna                | arabski, hebrajski, somalijski           |
| Austronezyjska                                | 1256           | ~327 milionów                    | Azja Południowo-Wschodnia, Pacyfik            | malajski, hawajski, tagalski             |
| Drawidyjska                                   | 85             | ~230 milionów                    | Indie, Sri Lanka                              | tamilski, telugu, kannada                |
| Turkijska                                     | 41             | ~170 milionów                    | Azja Środkowa, Bliski Wschód, Turcja          | turecki, kazachski, uzbecki              |
| Japońska                                      | 12             | ~130 milionów                    | Japonia                                       | japoński, okinawski                      |
| Austroazjatycka                               | 167            | ~120 milionów                    | Azja Południowo-Wschodnia                     | wietnamski, khmerski                     |
| Dajska (kra-daj, tai-kadai)                   | 91             | ~85 milionów                     | Azja Południowo-Wschodnia                     | tajski, laotański                        |
| Koreańska                                     | 2              | ~80 milionów                     | Azja Wschodnia                                | koreański, czedżuński                    |
| Migowe języki                                 | 159            | ~70 milionów                     | Globalnie                                     | gestuno, PJM                             |
| Nilo-saharyjska                               | 210            | ~70 milionów                     | Afryka Subsaharyjska, Sahara i Sahel          | kanuri, luo, dinka                       |
| Uralska                                       | 42             | ~25 milionów                     | Europa Północna, Syberia                      | fiński, węgierski, estoński              |
| Kreolskie języki                              | 92             | ~20 milionów                     | Globalnie                                     | kreol haitański, tok pisin               |
| Hmong-mien (miao-yao)                         | 39             | ~10 milionów                     | Azja Południowo-Wschodnia                     | hmong, bunu                              |
| Keczuańska                                    | 44             | ~7,5 miliona                     | Ameryka Południowa                            | keczua, inga                             |
| Mongolska                                     | 13             | ~6,8 miliona                     | Azja Środkowa, Europa Wschodnia               | mongolski, buriacki                      |
| Majańska                                      | 31             | ~6 milionów                      | Ameryka Środkowa                              | kicze, maya, huastecki                   |
| Tupicka                                       | 76             | ~4,2 miliona                     | Ameryka Południowa                            | guarani                                  |
| Kartwelska                                    | 5              | ~4 miliony                       | Kaukaz                                        | gruziński, swański                       |
| Kuki-czin-naga                                | 1              | ~3 miliony                       | Azja Południowa                               | czin, kuki, naga                         |
| Nach-dagestańska (północno-wschodniokaukaska) | 31             | ~3 miliony                       | Kaukaz                                        | awarski, czeczeński, inguski, lezgiński  |
| Transnowogwinejska                            | 481            | ~3 miliony                       | Papua-Nowa Gwinea, Indonezja                  | enga, dani zachodni                      |
| Ajmarska                                      | 3              | ~2,3 miliona                     | Ameryka Południowa                            | ajmara, jaqaru                           |
| Oto-mangueska                                 | 179            | ~2,1 miliona                     | Ameryka Północna, Ameryka Środkowa            | zapotecki, misztecki, otomi              |
| Pidżynowe języki                              | 17             | ~2 milionów                      | Globalnie                                     | liberyjsko-angielski, hiri motu          |
| Uto-aztecka                                   | 63             | ~2 milionów                      | Ameryka Północna                              | nahuatl, hopi                            |
| Izolowane języki                              | 104            | ~1,2 miliona                     | Globalnie                                     | baskijski, ajnoski                       |
| Majpureńska                                   | 57             | ~650 tysięcy                     | Ameryka Południowa, Ameryka Środkowa, Karaiby | wayuu, garifuna                          |
| Abchasko-adygejska                            | 5              | ~610 tysięcy                     | Kaukaz                                        | abchaski, adygejski                      |
| Mieszane języki                               | 25             | ~500 tysięcy                     | Globalnie                                     | angloromani, shelta                      |
| Khoe-kwadi                                    | 13             | ~300 tysięcy                     | Afryka Południowa                             | nama, naro, kua                          |
| Zachodniopapuaska                             | 23             | ~300 tysięcy                     | Indonezja                                     | ternacki, tidorski                       |
| Totonacka                                     | 12             | ~290 tysięcy                     | Ameryka Północna                              | tepehuański, totonacki                   |
| Mapudunguska (araukańska)                     | 2              | ~260 tysięcy                     | Ameryka Południowa                            | mapudungun                               |
| Czibczańska                                   | 21             | ~255 tysięcy                     | Ameryka Środkowa, Ameryka Południowa          | ngabere, bribri                          |
| Misze-sokeńska                                | 17             | ~230 tysięcy                     | Ameryka Północna                              | miszejski, zoque                         |
| Sepickie                                      | 54             | ~200 tysięcy                     | Papua-Nowa Gwinea                             | ambulaski, bojkiński                     |
| Misumalpańska                                 | 5              | ~195 tysięcy                     | Ameryka Środkowa                              | miskito                                  |
| Algijska                                      | 48             | ~190 tysięcy                     | Ameryka Północna                              | kri, odżibwe                             |
| Na-dene (eyak-atapaskańska)                   | 47             | ~170 tysięcy                     | Ameryka Północna                              | nawaho, tlingit                          |
| Taraskańska                                   | 2              | ~140 tysięcy                     | Ameryka Północna                              | taraskański                              |
| Ramu-dolnosepicka                             | 32             | ~110 tysięcy                     | Papua-Nowa Gwinea                             | ap ma, aruamuski                         |
| Eskimo-aleucka                                | 11             | ~105 tysięcy                     | Arktyka                                       | grenlandzki, jupik, aleucki              |
| Hiwarska                                      | 4              | ~100 tysięcy                     | Ameryka Południowa                            | awahuński, szuarski                      |
| Kx’a                                          | 4              | ~80 tysięcy                      | Afryka Południowa                             | kung-ekoka, maligo                       |
| Torricelli                                    | 57             | ~80 tysięcy                      | Papua-Nowa Gwinea                             | arapeski, oloski                         |
| Czokońska                                     | 7              | ~70 tysięcy                      | Ameryka Południowa, Ameryka Środkowa          | embera, wunański                         |
| Południowej Wyspy Bougainville’a języki       | 9              | ~68 tysięcy                      | Papua-Nowa Gwinea                             | terejski, naasioi                        |
| Karibska                                      | 31             | ~65 tysięcy                      | Ameryka Południowa, Karaiby                   | makuszi, pemon                           |
| Australijska                                  | 384            | ~60 tysięcy                      | Australia                                     | pitjantjatjara, warlpiri                 |
| Matakoska                                     | 7              | ~60 tysięcy                      | Ameryka Południowa                            | niwaklejski, maka                        |
| Paezańska                                     | 6              | ~60 tysięcy                      | Ameryka Południowa                            | paeski, guambiano                        |
| Wschodniej Ptasiej Głowy i sentańskie języki  | 8              | ~37 tysięcy                      | Indonezja                                     | meyah, sentani, burmeso                  |
| Tunguska                                      | 12             | ~54 tysięcy                      | Syberia, Daleki Wschód                        | sybeński, ewenkijski                     |
| Panojska                                      | 27             | ~45 tysięcy                      | Ameryka Południowa                            | szipibo-konibo, maceski                  |
| Gwahibska                                     | 5              | ~40 tysięcy                      | Ameryka Południowa                            | gwahibski, gwajaberski                   |
| Gwajkuruska                                   | 5              | ~38 tysięcy                      | Ameryka Południowa                            | toba, pilaga                             |
| Janomamska                                    | 5              | ~34 tysięcy                      | Ameryka Południowa                            | janomamski, ninamski                     |
| Siuańsko-katawbańska                          | 19             | ~32 tysiące                      | Ameryka Północna                              | dakota, lakota                           |
| Barbakoańska                                  | 3              | ~30 tysięcy                      | Ameryka Południowa                            | awa-kwaiker, czaczi                      |
| Tukańskie                                     | 25             | ~29 tysięcy                      | Ameryka Południowa                            | kubeo, tukański                          |
| Majbracka                                     | 2              | ~25 tysięcy                      | Indonezja                                     | maybrat                                  |
| Żejska                                        | 16             | ~25 tysięcy                      | Ameryka Południowa                            | kaingang, kayapo, że                     |
| Maskojska                                     | 6              | ~24 tysięcy                      | Ameryka Południowa                            | enszecki, enljecki, toba-maskojski       |
| Irokeska                                      | 13             | ~21 tysięcy                      | Ameryka Północna                              | czirokeski, mohawk                       |
| Huavejska                                     | 4              | ~20 tysięcy                      | Ameryka Północna                              | huave                                    |
| Południowo-środkowopapuaska                   | 22             | ~20 tysięcy                      | Indonezja, Papua-Nowa Gwinea                  | nambo, idi                               |
| Saliwańska                                    | 3              | ~16 tysięcy                      | Ameryka Południowa                            | piaroa, salibański                       |
| Pogranicza Nowej Gwinei                       | 15             | ~15 tysięcy                      | Indonezja, Papua-Nowa Gwinea                  | amanab, waris                            |
| Środkowosalomońska                            | 4              | ~15 tysięcy                      | Wyspy Salomona                                | bilua, lavukaleve                        |
| Witotoska                                     | 7              | ~15 tysięcy                      | Ameryka Południowa                            | witoto, bora                             |
| Muskogejska                                   | 7              | ~14 tysięcy                      | Ameryka Północna                              | czoktawski, krik                         |
| Wschodnionowobrytyjska                        | 7              | ~12 tysięcy                      | Papua-Nowa Gwinea                             | kakat, tulil                             |
| Kahuapańska                                   | 2              | ~11 tysięcy                      | Ameryka Południowa                            | jebero, shawi                            |
| Kereska                                       | 2              | ~10,5 tysiąca                    | Ameryka Północna                              | kereski                                  |
| Czukocko-kamczacka                            | 5              | ~10 tysięcy                      | Syberia                                       | czukocki, koriacki                       |
| Nimborańska                                   | 5              | ~9 tysięcy                       | Indonezja                                     | nimborański, mekwei                      |
| Tor-kwerba                                    | 23             | ~9 tysięcy                       | Indonezja                                     | isirawa, kwerba                          |
| Północnej Wyspy Bougainville’a języki         | 4              | ~8 tysięcy                       | Papua-Nowa Gwinea                             | rotokas, rapoisi                         |
| Juacka                                        | 5              | ~7,5 tysiąca                     | Papua-Nowa Gwinea                             | biwacki, mekmecki                        |
| Skouska                                       | 10             | ~7 tysięcy                       | Papua-Nowa Gwinea                             | dumo, rawo                               |
| Moseteńska                                    | 1              | ~6 tysięcy                       | Ameryka Południowa                            | tsimane                                  |
| Tequistlatecka (czontalska)                   | 2              | ~6 tysięcy                       | Ameryka Północna                              | czontalski                               |
| Wschodniej zatoki Geelvink języki             | 12             | ~6 tysięcy                       | Indonezja                                     | barapasi, bauzi                          |
| Yele-zachodnionowobrytyjska                   | 3              | ~5,8 tysiąca                     | Papua-Nowa Gwinea                             | yele                                     |
| Kiowa-tanoańska                               | 6              | ~5,6 tysiąca                     | Ameryka Północna                              | towa, tiwa, kiowa                        |
| Równiny Jezior języki                         | 20             | ~5,5 tysiąca                     | Indonezja                                     | sikaritai, fayu, edopi                   |
| Zamukojska                                    | 2              | ~5,2 tysiąca                     | Ameryka Południowa                            | ayoreo                                   |
| Arawańska                                     | 6              | ~5 tysięcy                       | Ameryka Południowa                            | kulina, paumari                          |
| Gumska                                        | 6              | ~5 tysięcy                       | Papua-Nowa Gwinea                             | amele, bau                               |
| Jaguańska                                     | 2              | ~5 tysięcy                       | Ameryka Południowa                            | jaguański                                |
| Pujnaweska                                    | 7              | ~4,7 tysiąca                     | Ameryka Południowa                            | puinave, kakwa                           |
| Wschodnie trans-fly języki                    | 4              | ~4 tysiące                       | Papua-Nowa Gwinea, Wyspy w Cieśninie Torresa  | bine, wipi                               |
| Saliska                                       | 27             | ~3,1 tysiąca                     | Ameryka Północna                              | spokański, lummi                         |
| Faska                                         | 2              | ~3 tysiące                       | Papua-Nowa Gwinea                             | baibai, momu                             |
| Karahaska                                     | 1              | ~3 tysiące                       | Ameryka Południowa                            | karahaski                                |
| Mairasi                                       | 3              | ~3 tysiące                       | Indonezja                                     | mairasi                                  |
| Senagijska                                    | 2              | ~2,9 tysiąca                     | Indonezja, Papua-Nowa Gwinea                  | angor, dera                              |
| Koczimi-jumańska                              | 9              | ~2,8 tysiąca                     | Ameryka Północna                              | juman wyżynny, kiliwa                    |
| Piawi                                         | 2              | ~2,7 tysiąca                     | Papua-Nowa Gwinea                             | haruai                                   |
| Katukińska                                    | 3              | ~2,6 tysiąca                     | Ameryka Południowa                            | katukina, kanamari                       |
| Arafundi                                      | 3              | ~2,5 tysiąca                     | Papua-Nowa Gwinea                             | nanubae, tapei                           |
| Tuu                                           | 7              | ~2,5 tysiąca                     | Afryka Południowa                             | taa                                      |
| Cymszjańska                                   | 3              | ~2,2 tysiąca                     | Ameryka Północna                              | giczsański                               |
| Czapakurska                                   | 4              | ~2,1 tysiąca                     | Ameryka Południowa                            | wari, itene                              |
| Arajska                                       | 6              | ~2 tysiące                       | Papua-Nowa Gwinea                             | sawiyanu, yawuno teneyo                  |
| Maszakalska                                   | 2              | ~2 tysiące                       | Ameryka Południowa                            | maszakalski, pataszo                     |
| Somahajska                                    | 2              | ~2 tysiące                       | Indonezja                                     | momuna                                   |
| Mongol–langam                                 | 3              | ~1,8 tysiąca                     | Papua-Nowa Gwinea                             | pondi, yaul                              |
| Bororoska                                     | 3              | ~1,5 tysiąca                     | Ameryka Południowa                            | bororo                                   |
| Nambikwarska                                  | 8              | ~1,5 tysiąca                     | Ameryka Południowa                            | nambikwarski, lakonde                    |
| Kwomtarska                                    | 3              | ~1,4 tysiąca                     | Papua-Nowa Gwinea                             | kwomtarski, muno                         |
| Czipaja-uru                                   | 2              | ~1,2 tysiąca                     | Ameryka Południowa                            | chipaya, uru                             |
| Takańska                                      | 6              | ~1,1 tysiąca                     | Ameryka Południowa                            | takański, ese-eha                        |
| Pauwaska                                      | 5              | ~1 tysiąc                        | Indonezja, Papua-Nowa Gwinea                  | karkar-yuri, ememski                     |
| Harakmbucka                                   | 2              | ~800                             | Ameryka Południowa                            | amarakaeri                               |
| Kaureska                                      | 3              | ~750                             | Indonezja                                     | kaure, kapauri                           |
| Amto-musańska                                 | 2              | ~700                             | Papua-Nowa Gwinea                             | amto                                     |
| Sahaptyjska                                   | 5              | ~700                             | Ameryka Północna                              | sahaptyjski                              |
| Wakaska                                       | 6              | ~680                             | Ameryka Północna                              | kwakjutylski, haisla                     |
| Dolnomamberamska                              | 2              | ~600                             | Indonezja                                     | warembori                                |
| Jukagirska                                    | 4              | ~560                             | Syberia                                       | północnojukagirski, południowojukagirski |
| Andamańska                                    | 14             | ~500                             | Wyspy Andamańskie                             | jarawa, sentinelski                      |
| Bayono-awbono                                 | 2              | ~400                             | Indonezja                                     | awbono, bayono                           |
| Hikakeńska                                    | 1              | ~350                             | Ameryka Środkowa                              | tolski                                   |
| Majduska                                      | 4              | ~320                             | Ameryka Północna                              | maidu                                    |
| Murska                                        | 1              | ~300                             | Ameryka Południowa                            | pirahański                               |
| Jenisejska                                    | 5              | ~200                             | Syberia                                       | ketyjski                                 |
| Zaparoska                                     | 5              | ~90                              | Ameryka Południowa                            | arabela                                  |
| Jokucka                                       | 1              | ~50                              | Ameryka Północna                              | jokucki                                  |
| Jabutyjska                                    | 2              | ~40                              | Ameryka Południowa                            | arikapu, jabuti                          |
| Haidajska                                     | 2              | ~30                              | Ameryka Północna                              | haida                                    |
| Pomoska                                       | 7              | ~30                              | Ameryka Północna                              | kaszajski                                |
| Miwocko-kostańska                             | 10             | ~25                              | Ameryka Północna                              | miwok, ohlone                            |
| Kaddojska                                     | 5              | ~20                              | Ameryka Północna                              | arikara, pauniski                        |
| Kaweskarska                                   | 1              | ~12                              | Ameryka Południowa                            | kaweskarski                              |
| Botokudzka                                    | 1              | ~10                              | Ameryka Południowa                            | krenak                                   |
| Wintuska                                      | 3              | ~5                               | Ameryka Północna                              | wintuski                                 |
| Czońska                                       | 2              | 4                                | Ameryka Południowa                            | tehuelcze                                |
| Jukijska                                      | 2              | 3                                | Ameryka Północna                              | wappo                                    |
| Czolońska                                     | 2              | 2                                | Ameryka Południowa                            | czoloński                                |
| Lenkaska                                      | 1              | 1                                | Ameryka Środkowa                              | lenkaski                                 |
| Tiniguaska                                    | 1              | 1                                | Ameryka Południowa                            | tiniguaski                               |
| Czimakumska                                   | 2              | 0                                | Ameryka Północna                              | czimakumski, kileucki                    |
| Czinucka                                      | 2              | 0                                | Ameryka Północna                              | czinuk                                   |
| Czumaska                                      | 6              | 0                                | Ameryka Północna                              | barbarenio, obispenio                    |
| Kamakańska                                    | 1              | 0                                | Ameryka Południowa                            | kamakański                               |
| Komekrudzka                                   | 5              | 0                                | Ameryka Północna                              | komekrudzki, garza                       |
| Kusańska                                      | 2              | 0                                | Ameryka Północna                              | kusański                                 |
| Palajnihańska                                 | 2              | 0                                | Ameryka Północna                              | atsugewi                                 |
| Puryska                                       | 2              | 0                                | Ameryka Południowa                            | puri                                     |
| Takelmańska                                   | 3              | 0                                | Ameryka Północna                              | kalapujański                             |
| Niesklasyfikowane języki                      | 56             | ~30 tysięcy                      | Globalnie                                     | język haitańskiej kultury voodoo, polari |
| Sztuczne języki                               | >100           | N/A                              | Globalnie                                     | esperanto, interlingua, ido              |

Uwagi: dane dotyczące liczby języków w danej rodzinie pochodzą ze strony Ethnologue (2024), dane dotyczące ludności są szacunkowe.